# Paolino di Treviri
Paolino di Treviri (Aquitania, 300 – Frigia, 358) fu vescovo di Treviri verso l'anno 347. Successivamente, a seguito di una disputa teologica, fu bandito dal paese e mandato in esilio in Frigia. Viene venerato dalla Chiesa cattolica come santo.
Paolino proveniva da una famiglia benestante dell'Aquitania.

## Biografia
Consacrato prete da Massimino di Treviri, si recò a Treviri come missionario. Verso l'anno 347 fu consacrato vescovo e divenne il 14º vescovo di Treviri. Nel conflitto fra Ario e Atanasio di Alessandria sulla Trinità si schierò dalla parte di Atanasio, che aveva trovato asilo a Treviri presso il suo predecessore.
Nel 353 l'imperatore Costanzo II convocò il concilio di Arles, nel quale gli ariani presentarono ai vescovi riuniti un progetto dell'imperatore che conteneva la condanna di Atanasio. Nel contempo l'imperatore emise un editto nel quale tutti i vescovi che non erano d'accordo con la condanna di Atanasio, venivano minacciati di ostracismo. Tutti i vescovi presenti sottoscrissero il progetto dell'imperatore tranne Paolino, che fu esiliato in Frigia. Incoraggiati dal suo intervento, molti vescovi rifiutarono il concilio di Milano del 355, che fu convocato anche da Costanzo II, per condannare l'insegnamento di Atanasio.
Paolino morì in Frigia.

## Culto
I suoi resti furono traslati a Treviri già verso la fine del IV secolo dal vescovo della città, Felice, e furono inumati il 31 agosto, in seguito data di commemorazione del santo. Essi furono poi riposti, nel 1072 in una bara di legno e giacciono ancor oggi nella basilica di San Paolino a Treviri, il cui soffitto vi sono affreschi rappresentanti episodi della vita del santo. Alcune reliquie sono custodite nella chiesa di San Paolino a Lauterbach, un quartiere di Völklingen, nel Saarland (Germania).
San Paolino di Treviri viene rappresentato normalmente con mitra e bastone pastorale, talvolta con una colomba ed uno scritto sacro.